# 쩡리청
쩡리청(중국어: 曾櫟騁, 병음: Zēng Lìchěng, 한자음: 증력빙, 1986년 12월 26일 ~ )은 타이완의 태권도 선수이다. 아메이족 사람이며, 개명 전 이름은 쩡페이화(중국어: 曾珮華, 병음: Zēng Pèihuá, 한자음: 증패화)이다. 2012년 이전에는 이 이름으로 시합에 출전했다. 2002년 요르단의 암만에서 열린 아시아 태권도 선수권 대회 페더급 금메달을 획득을 시작으로 여러 국제 대회에서 중화 타이베이 국가대표로서 메달을 획득했으며, 2012년 하계 올림픽에서는 동메달을 획득했다.